# Коко до Шанель
Коко́ до Шане́ль (фр. Coco avant Chanel, англ. Coco before Chanel) — біографічна екранізація історії відомої дизайнерки одягу XX століття Коко Шанель в часи, коли вона ще не була знаменитою модельєркою, і звали її Габріель Шанель. Фільм є екранізацією книжки Едмонди Шарль-Ру «Неправильна, або моя біографія Шанель» (L'irrégulière, ou mon itineraire Chanel, 1974). У російському виданні «Загадкова Шанель» («Загадочная Шанель», 2001).

## Сюжет
«Коко до Шанель» — екранізована біографія, що розповідає про революціонерку у світі моди — знамениту Коко Шанель. Біографічна розповідь стосується періоду життя Коко Шанель до створення її великої модної імперії. Це історія дівчини-сироти, яка змалечку виховувалась у притулку. У віці десяти років Габріель Шанель разом із сестрою Адріаною опиняються в «Обазін»: після смерті матері батько віддає дівчат на виховання до цього притулку. Закінчивши навчання, дівчата влаштувалися працювати швачками, а вечорами виступали в кабаре. На відміну від Габріель, Андріана вірила в любов. Таким чином Габріель заробляє собі на життя: вдень шиє, лагодить і доробляє одяг, а ввечері співає веселу, жартівливу пісеньку в дешевому кабаре про дівчинку Коко Ко Ко Ri Ko і Qui qu a vu Coco. Саме так і виникло її прізвисько Коко. Своїм смішним, жартівливим виконанням Габріель вражає немолодого і багатого Етьєна Бальсана, який невдовзі забирає її до свого замку. «Колюча» провінціалка принесе йому ще чимало сюрпризів, але від цього йому доведеться прив'язатися до неї значно більше, ніж передбачалося при їхній першій зустрічі. Поступово Коко потрапляє в аристократичні кола і зовсім відмовляється від імені Габріель. Вона закохується в англійця Боя, який з часом надихне і підтримає її проєкт ательє — дасть гроші на початок бізнесу і стане її партнером. Коко мала витончене чуття стилю, що привернуло увагу французьких жінок. Вона вміло створювала сукні та костюми, елегантно і зі смаком, доповнюючи власною фантазією і додаючи щось нове у звичайний французький одяг тих часів. Ці «нововведення» зацікавили суспільство. Невдовзі після відкриття власного ательє в Парижі, Коко Шанель влаштувала перший показ своєї колекції, який викликав справжній фурор. Останні десять хвилин картини присвячено поверненню Коко до Парижа, в її майстерню, швидку зустріч із коханцем, який запевняє її в тому, що скоро він закінчить процес розлучення і повернеться до неї. Після цього він їде і розбивається в автокатастрофі.

## Створення фільму
«Coco avant Chanel» — фільм-біографія, фільм-драма, це історія Габріель Шанель від самого початку її життя — дитинства і юності. Це розповідь про те, як цілеспрямована дівчина-сирота перетворилася на легендарну кутюр'є, що створила образ сучасної жінки і стала вічним символом успіху, свободи і стилю. Фільм показує ранні роки життя Коко, пошук і формування самої себе. Картину знято за мотивами досить об'ємної книги Едмонд Шарль-Ру, колишнього головного редактора французького «Vogue». Зйомки фільму проходили в Парижі і Довілі (Нормандія) з 15 вересня по 23 грудня 2008 року. Офіційним консультантом з костюмів у фільмі став артдиректор дому «Коко Шанель» — Карл Лагерфельд, а капелюшки створив майстер Стівен Джонс. Роль Коко зіграла Одрі Тоту. За словами режисерки фільму Анн Фонтен, вона була вражена схожістю Одрі Тоту та Коко Шанель і створювала образ дизайнерки, вже маючи на увазі саме Тоту. Багато хто відзначає схожість мисткинь не тільки у зовнішності, але і в погляді та манерах. Українська авдиторія побачила фільм восени 2009 року.

## Критика
Біографічні картини загалом характеризуються тим, що складаються з окремих моментів життя героя, його найяскравіших рис характеру. Вони часто вкладаються у стандартну лінійну схему: початок — розвиток подій — кульмінація — закінчення. Але художній фільм — це занадто коротка платформа для того, щоб розповісти про життя яскравої нестандартної особистості. Коко Шанель — доволі складна персонажка.
|  | Персонаж Коко Шанель вийшов досить неоднозначним. Вона жодною мірою не є безперечно позитивною героїнею. Її вчинки зумовлені не мораллю і соціальними нормами, а особистою переконаністю і бажанням досягти конкретної мети. Усе це робить екранний образ Коко Шанель живим, справжнім. Можливо, саме тому фільм «Коко до Шанель» сподобався глядачам у всіх країнах світу. |

У картині присутні тільки ключові події і факти, які згодом привели героїню до успіху.
|  | Це ні в жодному разі не історія про дівчину, що мріє стати відомим модельєром. Це історія про людину з дуже вираженою особистістю, яка повільно, але наполегливо звільняється від того, що її дратує в одязі та житті, від несмаку і нісенітниці, які не відповідають її внутрішньому чуттю гармонії та естетики... шлях, на початку якого Коко ще сама не зовсім усвідомлює сенс своїх дій. Просто робить те, що здається їй природним: позбавляється корсетів та кремоподібних мережив. |

|  | Фамільний замок Бальсана у Віші — стартовий майданчик для її ниток, голок, тканин і амбіцій. Але з часом і в золотій клітці стає тісно. З'являється ще один багатий хлопець - англійський промисловець на прізвисько Бой (Алессандро Нівола). Він до вже звичного їй комфорту додає і почуття. У справжньому житті Коко було безліч знайомств — і Тулуз-Лотрек, і Ренуар, і Пікассо, і Дягілєв, і Стравінський, і Кокто. Але це пізніше. У цій стрічці немає їм місця. Як і багато чому іншому. |

Варто зазначити, що доволі розтягнутий і стриманий сюжет розвивається без несподіваних поворотів. Стрічку знято академічно старанно: Анн Фонтен дуже уважно підходить до реконструкції деталей епохи і візуально картина зачаровує. Дуже добре передано атмосферу часу: неповторну чарівність довоєнної Франції, величезний замок XIX століття, до найдрібніших деталей опрацьовано інтер'єри, ретро-автомобілі з відкритим верхом, іподром, коні, театри, салони — всі атрибути життя аристократії.
|  | Фільм дуже французький, сповнений особливого галльського духу. Він тут у всьому: у пасторальних пейзажах округу Maine-et-Loire, у сточених часом каменях стародавніх монастирів і, звичайно, в образі самої Коко. Подивіться на юнацькі фотографії Шанель. Тоту - практично точна копія своєї героїні, і річ не тільки у гримі або вдало поставленому світлі, а в погляді. |

Глядач також дізнається про історію створення маленької чорної сукні, жіночих жокейських штанів, знаменитих костюмів і капелюхів.
|  | Було б дивно, якби у фільмі про Шанель були погані костюми. Цього не варто було очікувати, але те, що ми отримали на екрані, складно описати словами, можна лише порівняти з поїздкою до Парижа на Тиждень французької моди. Це дійсно чудово. Розглядати те, як одягнена Шанель та інші... і через це розуміти, що насправді зробила ця жінка у світовій моді, - це і є головний секрет фільму. |

Кінокритики часто порівнюють «Коко до Шанель» з фільмом «Життя у рожевому кольорі» про Едіт Піаф.

## Нагороди
2009 року Європейська кіноакадемія висунула стрічку у 3 номінаціях: «Найкращий композитор» (Олександр Деспла), «Приз глядацьких симпатій» та на нагороду Prix d'Excellence. 2010 року картину номіновано на «Оскар» за найкращі костюми. Того ж року — 4 номінації Британської академії: «Найкращий фільм іноземною мовою», «Найкраща жіноча роль» (Одрі Тоту), «Найкращі костюми», «Найкращий грим/зачіски». Та 5 номінацій («Найкраща актриса» (Одрі Тоту)
«Найкращий актор другого плану» (Бенуа Пульворд), «Найкращий адаптований сценарій», «Найкраща робота оператора», «Найкращі декорації») і одна перемога «Сезар» — «Найкращі костюми».

## Саундтреки до фільму «Коко до Шанель»
Композитор — Олександр Деспла.
1. L'abandon
2. Chez Chanel
3. Coco And Boy
4. Royallieu
5. Couture
6. Avenue Du Bois
7. Premier baiser
8. Gabrielle Bonheur
9. L'hippodrome
10. Arthur Capel
11. Confession De Balsan
12. Coco Rêve De Paris
13. L'atelier
14. Un Seul Amour
15. Le Chagrin De Coco
16. Casino De Deauville
17. Little Black Baby (Scott Joplin)
18. Qui Qu'a Vu Coco

## Цікаві факти
- Як кандидатка на заголовну роль також розглядалася Кіра Найтлі[7]
- Збори самого касового фільму 2009 року — «Коко до Шанель» — не склали навіть половини того, що зібрав «Астерікс» 2008 року. На касові збори вплинула економічна криза, що спіткала дистриб'юторів у всьому світі — не тільки французьких[17].
- Бенуа Пульворд, що зіграв у «Коко до Шанель» заможного барона у фільмі «Астерікс на Олімпійських іграх» зіграв пародійну роль — абсолютного ідіота Брута[14].

## Виноски
1. ↑  http://nmhh.hu/dokumentum/158984/2009_filmbemutatok_osszes.xls
2. ↑  https://www.themoviedb.org/movie/11156-coco-avant-chanel
3. ↑  http://www.listal.com/movie/coco-avant-chanel
4. ↑  Coco Before Chanel (2009) - Release Info на сайті IMDb
5. ↑  Coco avant Chanel (Coco Before Chanel) (2009) на JPBox-Office
6. ↑  https://web.archive.org/web/20120508210641/http://www.boxofficemojo.com/movies/?id=cocobeforechanel.htm
7. 1 2 3  Коко. Еще не Шанель. audrey-tautou.ru [Архівовано 22 грудня 2011 у Wayback Machine.] (рос.)
8. ↑  Рецензия на фильм «Коко до Шанель», Мария Мухина [Архівовано 14 грудня 2011 у Wayback Machine.] (рос.)
9. 1 2  Коко до Шанель, Татьяна Вишневская. cinema-france.ru [Архівовано 13 жовтня 2011 у Wayback Machine.] (рос.)
10. ↑  Коко до Шанель. vokrug.tv (рос.)
11. ↑  Рецензия на фильм "Коко до Шанель", Мария Мухина. proficinema.ru (рос.)
12. ↑  Рецензия. Мода-Анархистка, Павел Кортунов[недоступне посилання] (рос.)
13. ↑  Корсетам — нет! Алексей Копцев (рос.)
14. 1 2  Коко до шанель, Екатерина Тарханова [Архівовано 2011-09-16 у Wayback Machine.] (рос.)
15. ↑  Награды / Коко до Шанель. kinopoisk.ru [Архівовано 17 березня 2010 у Wayback Machine.] (рос.)
16. ↑  Саундтрек к фильму «Коко до Шанель». kinomania.ru [Архівовано 23 вересня 2011 у Wayback Machine.] (рос.)
17. ↑  Пресс-конференция Юнифранс. cinema-france.ru [Архівовано 7 лютого 2016 у Wayback Machine.] (рос.)